# 聖多美普林西比奧林匹克委員會
聖多美普林西比奧林匹克委員會（São Tomé and Príncipe Olympic Committee）是聖多美普林西比的國家奧林匹克委員會。該組織成立於1979年，是國際奧委會和非洲國家奧林匹克委員會聯合會的成員。1996年，首次派員參加在美國阿特蘭大舉行的夏季奧運會。
現時，聖多美普林西比奧林匹克委員會的總部設在首都聖多美，主席是Mr João Manuel。

## 資料來源
1. ↑  .   [2014-04-30]. （原始内容存档于2009-02-20）.